# Manfred Mäder
Pour les articles homonymes, voir Mader.
Manfred Maeder, né le 23 août 1948 à Prenzlau et mort le 21 novembre 1986 à Berlin, est une victime du Mur de Berlin. En tentant de fuir l'Allemagne de l'Est avec René Gross (de), il est abattu par les troupes frontalières est-allemandes.

## Biographie
Manfred Mäder, conducteur de camion, grandit en RDA et vit dans la partie est de Berlin. À la fin des années 1970, il tente de passer à l'Ouest via la Tchécoslovaquie mais échoue et est condamné à 4 ans et demi de prison. Libéré, ses perspectives professionnelles sont nulles, il ne trouve aucun travail intéressant et doit pointer au commissariat. À 38 ans, il décide de tenter une évasion avec René Gross. Ils partent ensemble le 21 novembre 1986 dans un camion IFA W50 muni d'une plate-forme élévatrice, et rejoignent la frontière entre Treptow et Neukölln. Sur la Karpfenteichstraße, ils défoncent une grille d'accès au mur et la clôture de signalisation. Depuis deux miradors, des membres des troupes frontalières de la RDA ouvrent le feu sur le camion, arrêté à la base du mur frontalier 75, parallèlement au tracé du mur. Manfred Mäder grimpe sur la plate-forme levée, qui est à peu près aussi haute que le mur, et s'apprête à la franchir vers l'ouest. Allongé sur la crête du mur, il est touché à l'arrière de la cuisse gauche par un tir d'un garde-frontière. Le projectile touche l'artère principale. Il tombe du mur et se vide de son sang sur place. René Gross, qui cherche à se protéger derrière le camion, reçoit une balle dans la tête et meurt sur le coup.
L'incident est observé par des habitants de Berlin-Ouest. La police et les douanes de Berlin-Ouest se rendent sur les lieux, mais ne peuvent rien voir en raison des conditions locales. Pour éviter toute attention supplémentaire, les gardes-frontières est-allemands suppriment toutes les traces sans enquêter. La Stasi intervient également : elle coupe les communications téléphoniques du régiment frontalier, fait signer des promesses écrites de garder le silence aux gardes, et place les épouses des deux victimes sous surveillance ; l'épouse de Mäder est mise en garde à vue, interrogée et doit également signer une promesse écrite de garder le silence sur la mort de son époux, et de l'inhumer dans la discrétion.
Les gardes qui ont tiré sont décorés de la Médaille du mérite en bronze. Le procureur militaire de RDA classe l'affaire sans suite.
Manfred Mäder est l'une des 13 personnes décédées en fuyant la RDA et pour la mort desquelles Erich Honecker est inculpé en 1992 devant le tribunal régional de Berlin. Le tireur est condamné à 10 mois de prison avec sursis en 2004 lors d'un des procès dits Mauerschützenprozesse (de).